# Janusz Jędrzejczak
Janusz Jędrzejczak, właśc. Eugeniusz Janusz Jędrzejczak (ur. 14 września 1921 w Warszawie, zm. 11 lutego 1985 tamże) – polski kompozytor i dyrygent.

## Życiorys
Ukończył Państwową Wyższą Szkołę Muzyczną w Warszawie. Od sezonu 1958-1959 był kierownikiem muzycznym, a od sezonu 1970/1971 konsultantem muzycznym Teatru Dramatycznego w Warszawie. Pełnił funkcję kierownika artystycznego, kompozytora i aranżera Zespołu Muzyki Dawnej Vox Antiqua. 

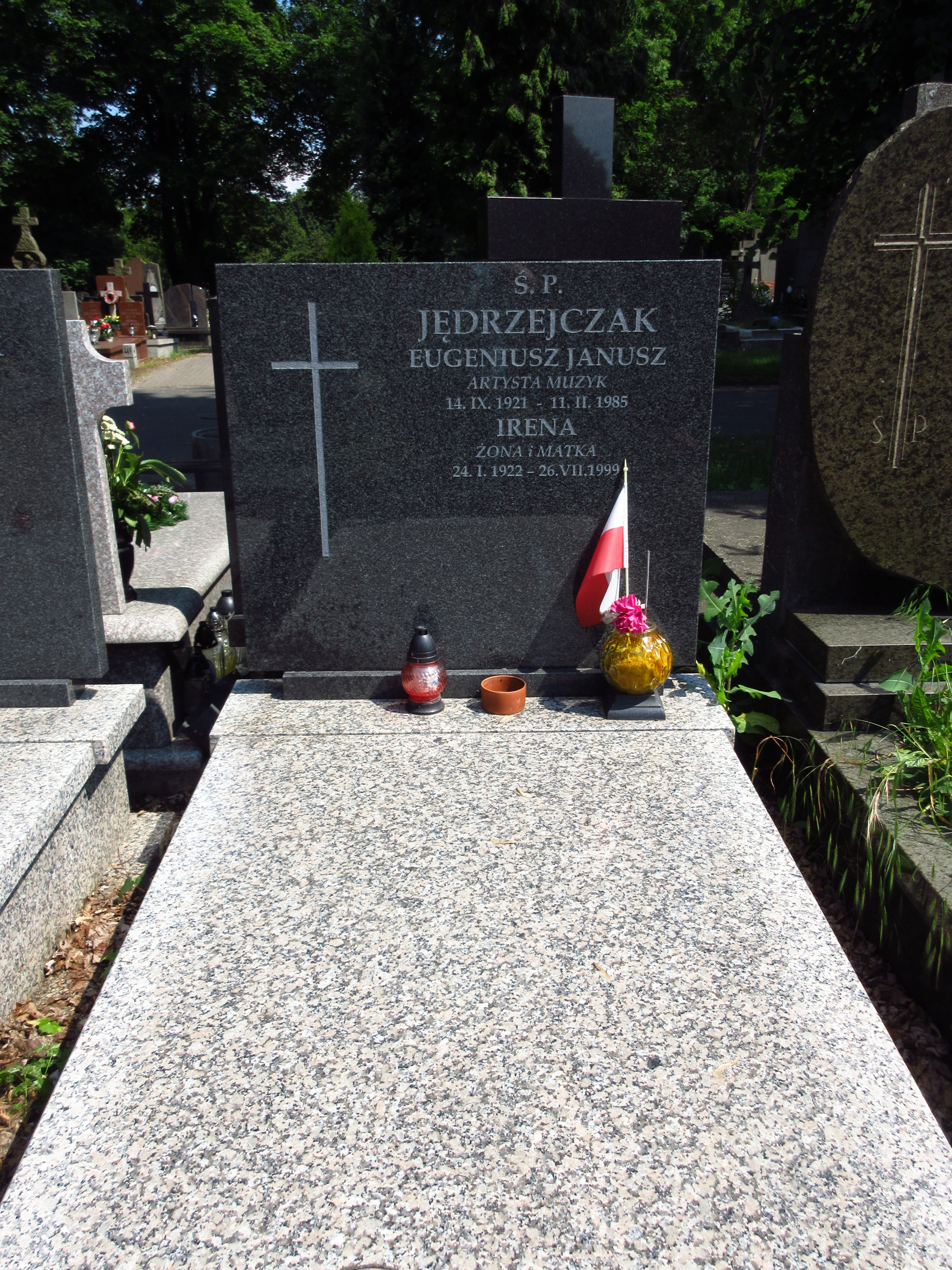
Grób Janusza Jędrzejczaka na Cmentarzu Bródnowskim.

Pochowany na cmentarzu Bródnowskim w Warszawie (kwatera 46E-2-30).